# Rally de Argentina de 2018
El Rally de Argentina de 2018, oficialmente  YPF Rally Argentina 2018 fue la 38.ª edición y la quinta ronda de la temporada 2018 del Campeonato Mundial de Rally. Se celebró del 26 al 29 de abril y contó con un itinerario de dieciocho tramos sobre tierra que suman un total de 358,25 km cronometrados. Fue también la quinta ronda de los campeonatos WRC 2 y WRC 3.

## Lista de inscritos
| \| Pilotos principales \| Pilotos principales \| Pilotos principales \| Pilotos principales \| Pilotos principales \| Pilotos principales \| \| Num. \| Piloto \| Copiloto \| Coche \| Equipo \| Neumático \| \| ----------------------------- \| ------------------- \| ------------------- \| --------------------- \| --------------------------- \| ------------------- \| \| 1 \| Sébastien Ogier \| Julien Ingrassia \| Ford Fiesta WRC \| M-Sport Ford WRT \| M \| \| 2 \| Elfyn Evans \| Daniel Barritt \| Ford Fiesta WRC \| M-Sport Ford WRT \| M \| \| 3 \| Teemu Suninen \| Mikko Markkula \| Ford Fiesta WRC \| M-Sport Ford WRT \| M \| \| 4 \| Andreas Mikkelsen \| Anders Jæger \| Hyundai i20 Coupe WRC \| Hyundai Shell Mobis WRT \| M \| \| 5 \| Thierry Neuville \| Nicolas Gilsoul \| Hyundai i20 Coupe WRC \| Hyundai Shell Mobis WRT \| M \| \| 6 \| Dani Sordo \| Carlos del Barrio \| Hyundai i20 Coupe WRC \| Hyundai Shell Mobis WRT \| M \| \| 7 \| Jari-Matti Latvala \| Miikka Anttila \| Toyota Yaris WRC \| Toyota Gazoo Racing WRT \| M \| \| 8 \| Ott Tänak \| Martin Järveoja \| Toyota Yaris WRC \| Toyota Gazoo Racing WRT \| M \| \| 9 \| Esapekka Lappi \| Janne Ferm \| Toyota Yaris WRC \| Toyota Gazoo Racing WRT \| M \| \| 10 \| Kris Meeke \| Paul Nagle \| Citroën C3 WRC \| Citroën Total Abu Dhabi WRT \| M \| \| 11 \| Craig Breen \| Scott Martin \| Citroën C3 WRC \| Citroën Total Abu Dhabi WRT \| M \| \| 12 \| Khalid Al-Qassimi \| Chris Patterson \| Citroën C3 WRC \| Citroën Total Abu Dhabi WRT \| M \| \| Fuente: rallyargentina.com[2] \| \| \| \| \| \| |                    |                   |                       |                             |           |
| Pilotos principales |                    |                   |                       |                             |           |
| Num. | Piloto             | Copiloto          | Coche                 | Equipo                      | Neumático |
| 1 | Sébastien Ogier    | Julien Ingrassia  | Ford Fiesta WRC       | M-Sport Ford WRT            | M         |
| 2 | Elfyn Evans        | Daniel Barritt    | Ford Fiesta WRC       | M-Sport Ford WRT            | M         |
| 3 | Teemu Suninen      | Mikko Markkula    | Ford Fiesta WRC       | M-Sport Ford WRT            | M         |
| 4 | Andreas Mikkelsen  | Anders Jæger      | Hyundai i20 Coupe WRC | Hyundai Shell Mobis WRT     | M         |
| 5 | Thierry Neuville   | Nicolas Gilsoul   | Hyundai i20 Coupe WRC | Hyundai Shell Mobis WRT     | M         |
| 6 | Dani Sordo         | Carlos del Barrio | Hyundai i20 Coupe WRC | Hyundai Shell Mobis WRT     | M         |
| 7 | Jari-Matti Latvala | Miikka Anttila    | Toyota Yaris WRC      | Toyota Gazoo Racing WRT     | M         |
| 8 | Ott Tänak          | Martin Järveoja   | Toyota Yaris WRC      | Toyota Gazoo Racing WRT     | M         |
| 9 | Esapekka Lappi     | Janne Ferm        | Toyota Yaris WRC      | Toyota Gazoo Racing WRT     | M         |
| 10 | Kris Meeke         | Paul Nagle        | Citroën C3 WRC        | Citroën Total Abu Dhabi WRT | M         |
| 11 | Craig Breen        | Scott Martin      | Citroën C3 WRC        | Citroën Total Abu Dhabi WRT | M         |
| 12 | Khalid Al-Qassimi  | Chris Patterson   | Citroën C3 WRC        | Citroën Total Abu Dhabi WRT | M         |
| Fuente: rallyargentina.com |                    |                   |                       |                             |           |

## Resultados

### Itinerario
| Día              | Tramo | Nombre                                     | Distancia | Ganador de la etapa | Coche                 | Tiempo  | Líder de la general |
| ---------------- | ----- | ------------------------------------------ | --------- | ------------------- | --------------------- | ------- | ------------------- |
| Día 1 (26 abril) | SS1   | SSS Villa Carlos Paz (Live TV)             | 1.90 km   | Thierry Neuville    | Hyundai i20 Coupe WRC | 1:54.4  | Thierry Neuville    |
| Día 2 (27 abril) | SS2   | Las Bajadas / Villa del Dique 1            | 16.65 km  | Sébastien Ogier     | Ford Fiesta WRC       | 8:55.7  | Sébastien Ogier     |
| Día 2 (27 abril) | SS3   | Amboy / Yacanto 1                          | 33.58 km  | Ott Tänak           | Toyota Yaris WRC      | 19:19.9 | Andreas Mikkelsen   |
| Día 2 (27 abril) | SS4   | Santa Rosa / San Agustín 1                 | 23.85 km  | Ott Tänak           | Toyota Yaris WRC      | 13:42.6 | Andreas Mikkelsen   |
| Día 2 (27 abril) | SS5   | SSS Fernet Branca 1                        | 6.04 km   | Dani Sordo          | Hyundai i20 Coupe WRC | 4:42.0  | Ott Tänak           |
| Día 2 (27 abril) | SS6   | Las Bajadas / Villa del Dique 2            | 16.65 km  | Ott Tänak           | Toyota Yaris WRC      | 8:43.4  | Ott Tänak           |
| Día 2 (27 abril) | SS7   | Amboy / Yacanto 2                          | 33.58 km  | Ott Tänak           | Toyota Yaris WRC      | 19:18.7 | Ott Tänak           |
| Día 2 (27 abril) | SS8   | Santa Rosa - San Agustín 2                 | 23.85 km  | Ott Tänak           | Toyota Yaris WRC      | 13:35.0 | Ott Tänak           |
| Día 3 (28 abril) | SS9   | Tanti - Mataderos 1                        | 13.92 km  | Ott Tänak           | Toyota Yaris WRC      | 9:00.1  | Ott Tänak           |
| Día 3 (28 abril) | SS10  | Los Gigantes - Cuchilla Nevada 1 (Live TV) | 16.02 km  | Ott Tänak           | Toyota Yaris WRC      | 8:16.7  | Ott Tänak           |
| Día 3 (28 abril) | SS11  | Cuchilla Nevada - Río Pintos 1             | 40.48 km  | Ott Tänak           | Toyota Yaris WRC      | 24:31.0 | Ott Tänak           |
| Día 3 (28 abril) | SS12  | SSS Fernet Branca 2                        | 6.04 km   | Thierry Neuville    | Hyundai i20 Coupe WRC | 4:40.8  | Ott Tänak           |
| Día 3 (28 abril) | SS13  | Tanti - Mataderos 2                        | 13.92 km  | Ott Tänak           | Toyota Yaris WRC      | 8:59.9  | Ott Tänak           |
| Día 3 (28 abril) | SS14  | Los Gigantes - Cuchilla Nevada 2 (Live TV) | 16.02 km  | Ott Tänak           | Toyota Yaris WRC      | 8:15.5  | Ott Tänak           |
| Día 3 (28 abril) | SS15  | Cuchilla Nevada - Río Pintos 2             | 40.48 km  | Dani Sordo          | Hyundai i20 Coupe WRC | 24:03.0 | Ott Tänak           |
| Día 4 (29 abril) | SS16  | Copina - El Cóndor (Live TV)               | 16.32 km  | Andreas Mikkelsen   | Hyundai i20 Coupe WRC | 13:09.5 | Ott Tänak           |
| Día 4 (29 abril) | SS17  | Giulio Cesare - Mina Clavero               | 22.41 km  | Thierry Neuville    | Hyundai i20 Coupe WRC | 18:31.3 | Ott Tänak           |
| Día 4 (29 abril) | SS18  | El Cóndor (PS) (Live TV)                   | 16.43 km  | Thierry Neuville    | Hyundai i20 Coupe WRC | 13:00.8 | Ott Tänak           |
| Fuente: wrc.com  |       |                                            |           |                     |                       |         |                     |

### Power stage
El power stage fue una etapa de 16.43 km al final del rally. Se otorgaron puntos adicionales del Campeonato Mundial a los cinco más rápidos.